# Elbridge Bryant
Elbridge „Al“ Bryant (* 28. September 1939 in Thomasville, Georgia; † 26. Oktober 1975 in Flagler County, Florida) war ein US-amerikanischer Tenorsänger und Gründungsmitglied der The Temptations.

## Leben und Karriere
Bryant wurde in Thomasville, Georgia, geboren. Später zog er um nach Detroit, wo er Otis Williams kennenlernte und mit dem er in verschiedenen Gruppen wie Otis Williams & the Siberians, The El Domingoes und The Distants spielte, bevor er 1961 The Elgins mit Melvin Franklin und den Primes-Sängern Eddie Kendricks und Paul Williams gründete. Nachdem die Gruppe einen Plattenvertrag bei Motown erhalten hatte, wurde sie in The Temptations umbenannt.
Bei den Studioaufnahmen der Temptations sangen meist Paul Williams und Kendricks den Lead-Part, während Otis Williams, Franklin und Bryant meist die Background-Part sangen. Zu dieser Zeit traten sie auch als Background-Sänger für andere Motown-Stars wie Mary Wells und Marvin Gaye auf.
Während der ersten zwei Jahre bei Motown nahm die Gruppe insgesamt sieben Singles auf, von denen es nur eine Single, Dream Come True, in die R&B-Charts auf Platz 22 schaffte. Auf Grund des mangelnden Erfolges der Gruppe in der Anfangszeit arbeitete Bryant weiter als Milchmann, um seinen Lebensunterhalt zu verdienen.
Ab 1963 wurde Bryant zunehmend unberechenbar. Er schlug Paul Williams während einer Auseinandersetzung mit einer Bierflasche krankenhausreif. Die Gruppe entschloss sich zunächst, Bryant eine weitere Chance zu geben. Bei einer Weihnachtsfeier kam es auf der Bühne jedoch zu einer weiteren Auseinandersetzung, die schließlich dazu führte, dass Bryant durch David Ruffin ersetzt wurde.
Nach seiner Entlassung bei den Temptations trat er verschiedenen Gesangsgruppen in Detroit bei, unter ihnen auch The Premiers.
Er starb am 26. Oktober 1975 in Florida an einer Leberzirrhose.